# Nanomateriais
Nanomateriais são materiais que possuem graus estruturais na ordem de 10-9m ou um nanômetro (que é igual a um milionésimo de milímetro).  As propriedades dos materiais de escala nanométrica diferem daquelas observadas em maior escala. São objeto de estudo da nanociência e da  nanotecnologia.
A interação e a extensão da exposição aos nanomateriais pelos organismos são bastante complexas e ainda não completamente conhecidas.

## Definição
Existem enormes diferenças quanto a definição de nanomateriais entre as diferentes agencias.
Em ISO/TS 80004, nanomateriais são definidos como qualquer material com estruturas externas, estrutura interna ou estrutura superficial dentro das dimensões da nanoescala e a nanoescala tem definição como tamanho médio entre 1 nm e 100 nm. Com essa definição inclui-se tanto os nano-objetos quanto os objetos com estrutura interna nanométrica, os que tem a estrutura externa dentro da escala e os que tem estrutura interna e superficial na nanoescala, respectivamente.
Em 18 de outubro de 2011, a Comissão Europeia adotou a seguinte definição de nanomaterial: "Um material natural, incidental ou fabricado que contém partículas, no estado não ligado ou como um agregado ou como um aglomerado e para 50% ou mais das partículas no distribuição de tamanho numérico, uma ou mais dimensões externas está na faixa de tamanho de 1 nm a 100 nm. Em casos específicos e quando justificado por preocupações com o meio ambiente, a saúde, a segurança ou a competitividade, o limite de distribuição de tamanho numérico de 50% pode ser substituído por um limiar entre 1% e 50%."

## Descrição
Os nanomateriais apresentam propriedades especiais em virtude de sua escala. Variam quanto ao tamanho, composição química, forma e superfície. Nanopartículas, nanoesferas e outros materiais nanoestruturados apresentam aplicações em campos tão diversificados como a mecânica, a óptica, a eletrônica, a química e a bioquímica.
Outro tipo de nanomateriais são os denominados nanocompósitos, formados pela união de dois ou mais componentes, sendo que, em um deles, as partículas possuem dimensões da ordem de nanômetros. Essas dimensões aumentam a interação entre a partícula e o meio, melhorando em muito algumas propriedades do nanocompósito em relação ao componente puro.

## Aplicações
Os nano materiais são usados em diversos processos de fabricação, produtos e serviços de saúde, incluindo tintas, filtros, aditivos de isolamento e lubrificantes. Na área da saúde, as Nanoenzimas são nanomateriais com características semelhantes a enzimas.   Eles são um tipo emergente de Enzima artificial, que tem sido usada para amplas aplicações em bio-sensores, bio-imagens, diagnóstico de tumores, antibiótico e muito mais. Nas tintas, os nanomateriais são usados para melhorar a proteção UV e facilitar a limpeza. Filtros de alta qualidade podem ser produzidos usando nanoestruturas; esses filtros são capazes de remover partículas tão pequenas quanto um vírus, como visto em um filtro de água criado pela Seldon Technologies. No campo da purificação do ar, a nanotecnologia foi usada para combater a propagação da MERS nos hospitais da Arábia Saudita em 2012. Os nanomateriais estão sendo usados em tecnologias de isolamento modernas e seguras para o ser humano; no passado, elas eram encontradas no isolamento à base de amianto.  Como aditivo lubrificante, os nano materiais têm a capacidade de reduzir o atrito nas peças móveis. Peças desgastadas e corroídas também podem ser reparadas com nanopartículas anisotrópicas de montagem automática, chamadas TriboTEX. Os nanomateriais também podem ser usados em aplicações de catalisador de três vias (TWC). Os conversores TWC têm a vantagem de controlar a emissão de óxidos de nitrogênio (NOx), que são precursores da chuva ácida e da poluição atmosférica.  Na estrutura núcleo-casca, nanomateriais formam concha como suporte de catalisador para proteger metais nobres como paládio e ródio.  A função principal é que os suportes possam ser usados para transportar componentes ativos dos catalisadores, tornando-os altamente dispersos, reduzindo o uso de metais nobres, aumentando a atividade dos catalisadores e melhorando a resistência mecânica. 
No ramo de embalagens alimentícias os nanomateriais têm se destacado no desenvolvimento de novas embalagens compostas por nanopartículas de prata responsáveis por inibir a atividade microbiana, penetrando nas membranas dos microrganismos e dissolvendo suas barreiras proteicas. Além do controle da atividade microbiana as embalagens detentoras de nanotecnologia apresentam materiais mais resistentes e com maior isolamento do ambiente interno, se comparada com embalagens tradicionais, as melhorias são ocasionados pelo emprego de novos biopolímeros e nano compostos de argila nas embalagens. O nanotecnologia é capaz de implementar superfícies super-hidrofóbicas  nas embalagens, o material contido na embalagem não encontra dificuldade para "deixar" a embalagem, deslizando com facilidade, permitindo o total aproveitamento do conteúdo por não reter resíduos

## Nanomateriais fabricados
- Nanopartículas de metais e óxidos

Vista em rotação de uma esfera de fulereno do tipo Buckminsterfulereno (C_{60}), nanoproduto possivelmente tóxico.

- Nanopartículas de dióxido de titânio para baterias solares
- Nanopartículas metálicas e cerâmicas
- Nanotubos de carbono
- Nanofibras poliméricas
- Nanopartículas de ferro para transporte / liberação de medicamentos
- Nanomateriais de silício
- Nanofibras de carbono
- Metais ultrafinos
- Óxido de ferro superfino
- Partículas metálicas ou cerâmicas para revestimento
- Nanocompósitos poliméricos com argila
- Nanomateriais derivados de óxidos, nitretos, carbetos e sulfetos
- Nanopartículas de metais preciosos (ouro coloidal, prata coloidal)
- Nanopartículas de ouro para uso biológico
- Nanopartículas de semicondutores
- Nanopartículas de óxido de zinco